# المسيحية في الرأس الأخضر

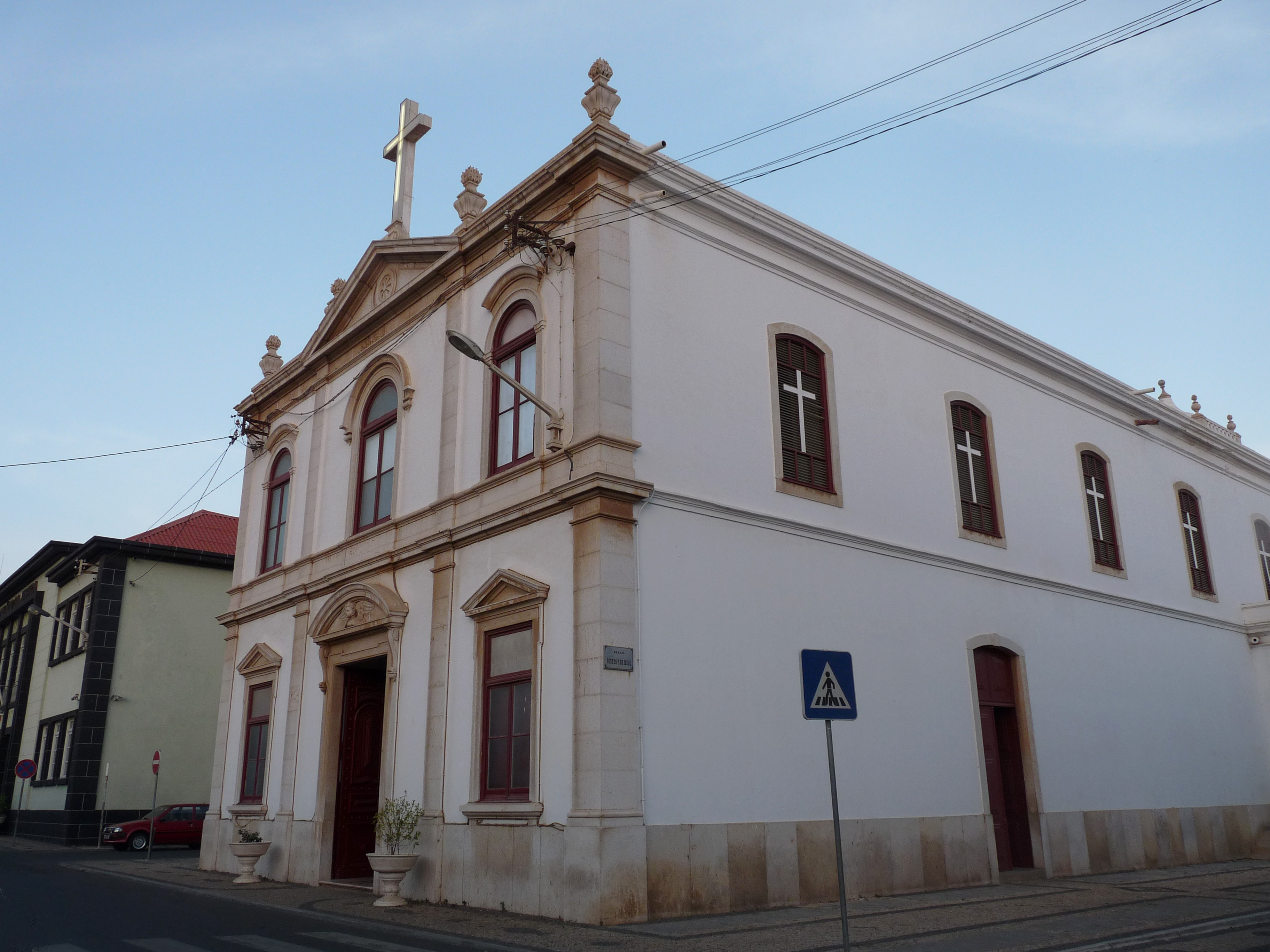
كنيسة في برايا، الرأس الأخضر.

تُشكل المسيحية الرأس الأخضر الديانة الأكثر انتشاراً بين السكان، والرأس الأخضر هي جزيرة تقع قبالة الساحل الغربي لأفريقيا. بحسب تقديرات في عام 2007 كان أكثر من 93% من سكان الرأس الأخضر مسيحيون أغلبيتهم من أتباع الكنيسة الرومانية الكاثوليكية، وذلك وفقًا لإستفتاء غير رسمي قامت به الكنائس المحلية. وتقدر نسبة السكان البروتستانت بأكثر من 5%. أكبر طائفة بروتستانتية في البلاد هي كنيسة الناصري. هناك تواجد لمجموعات مسيحية أخرى وتشمل كنيسة السبتيين الأدفنتست، وكنيسة يسوع المسيح لقديسي الأيام الأخيرة (المورمون)، وجمعيات الله، ومختلف الجماعات الخمسينيَّة والجماعات الإنجيلية.
تضم الرأس الأخضر على واحدة من أعلى نسب الكاثوليك في أفريقيا، وهو نتيجة للإرث الإستعماري البرتغالي. للكنيسة الكاثوليكية تأثير كبير في البلاد، لأنها إلى حد بعيد أكبر مجتمع ديني في البلاد. المسيحية متجذرة بقوة في ثقافة الرأس الأخضر، والعلاقات بين الأديان المختلفة جيدة وهناك تعايش سلميّ.

## تاريخ

### الحقبة الاستعمارية

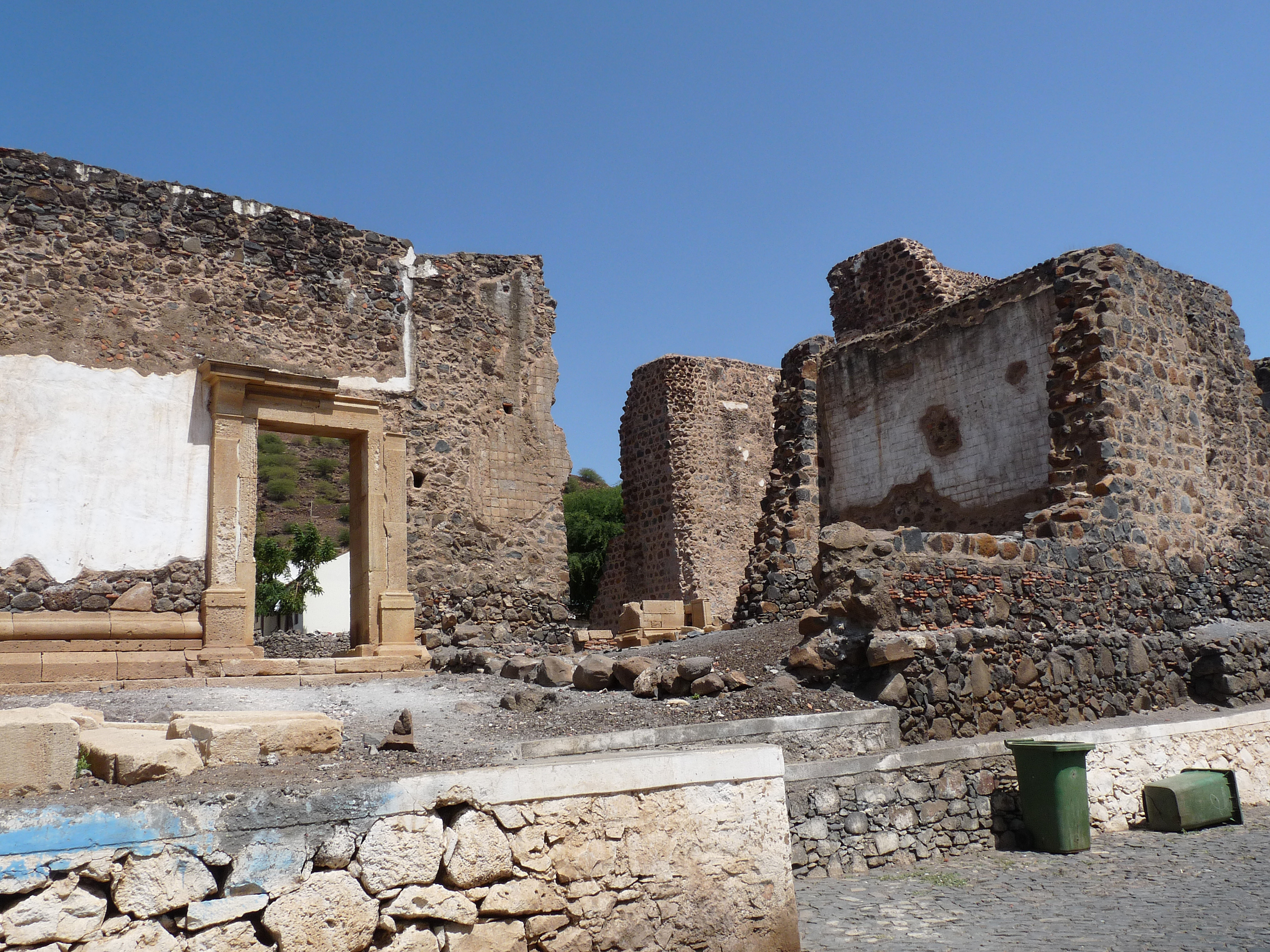
آثار كاتدرائية سيدادي فيلها.

عندما اكتشف البرتغاليون الجزر التي تشكل الرأس الأخضر عام 1456، لم تكن آنذاك مأهولة بالسكان، ونتيجة لحركة الإستيطان، بدأت الكاثوليكية في الوصول إلى الجزر. منحت البعثة الدينية التي منحها البابا نقولا الخامس عام 1455 وكاليستوس الثالث عام 1456 لأفونسو الخامس ملك البرتغال حيازة الأراضي المكتشفة حديثاً في أفريقيا، ومنحت احتكار الإمبراطورية البرتغالية للتجارة في المنطقة، بالإضافة إلى مساعدة التبشير من خلال السفن والقوافل، وأيضًا من خلال أولئك الذين يستقرون على الأرض المستكشفة حديثاً، وتبشير المحليين، وإقامة الأديرة وأماكن العبادة المسيحية الأخرى، ووقف زحف المسلمين في أراضي ما وراء البحار، في مجموعة من الإجراءات التي أصبحت تُعرف بالرعاية الملكية البرتغالية. في عام 1466 عثر الرهبان لكبوشيان روجيرو وخايمي عندما وصلوا إلى ريبيرا غراندي، على كنيسة كان تم بناؤها بالفعل في سيدادي فيلها، مما يُشير إلى أن رجال الدين من رهبنة أو نظام المسيح كانوا قد سبقوهم بالقدوم قبل عام 1462. حول هذه الكنيسة، تأسست لاحقاً أبرشية ريبيرا غراندي. في السنوات الستين التي تلت ذلك، اتبعت الكنيسة سياسة بناء المستوطنات في جزيرة سانتياغو وفوغو، وبنت معابدها فيها. في عام 1533 تم إنشاء أبرشية سانتياغو دي كابو فيردي.
قامت الكنيسة الكاثوليكية بالإشراف على رفع المستوى الاجتماعي للمنطقة من خلال الأعمال الخيرية مثل مساعدة الأيتام، وبناء الكنائس الصغيرة والمستشفيات والصيدليات والمدارس، وتوفير النزل والمساكن للسكان، ووصلت هذه الخدمات إلى جميع السكان من مختلف الشرائح الإجتماعية، والذين كانوا يُعتبرون كاثوليك على المستوى الرسمي، بما في ذلك العبيد. أقدم منظمة كاثوليكية في أفريقيا هي أبرشية سانتياغو دي كابو فيردي، التي أقيمت في 31 يناير من عام 1533، بواسطة مرسوم بابوي من قبل البابا كليمنت السابع، ومقرها في كنيسة أبرشية ريبيرا غراندي في جزيرة سانتياغو. في عام 2018، جرت احتفالات في لأبرشية بمناسبة مرور 485 عامًا على نشأتها.
في عام 1941، وصل رهبان من جماعة الروح القدس إلى جزيرة سانتياغو ومايو، وكانوا من البرتغاليون والسويسريون في البداية وانضم إليهم لاحقاً أعضاء من سكان الرأس الأخضر المحليين، وقاموا بتطوير عمل ديني يعكس التحديث الذي كانت الكنيسة الكاثوليكية تمر به، خاصةً بعد المجمع الفاتيكاني الثاني عام 1967. أحدثت التغييرات التي تم إجراؤها صدمة بين السكان المحليين، والذين واجهوا صعوبة في قبول تبني طقوس مختلفة وجديدة، وأدى ذلك إلى ظهور فصيل «الرابيلادوس» (بالبرتغاليَّة: rabelados). في نفس الوقت الذي نشأ فيه نشاط تبشيري ورعوي مكثف، والذي نجح في الانضمام إليه السكان المحليين بشكل جماعي، أعادت الكنيسة الكاثوليكية افتتاح المدرسة الدينية في بونتا تيميروسا، في عام 1957. وقد تعاونت الكنيسة أيضاً مع حكومات الرأس الأخضر المتعاقبة في نشر التعليم لجميع السكان، وطورت برنامجًا تعليميًا للأطفال والكبار على حد سواء، لا سيما خلال الفترة التي كان فيها رئيس الحاكم البرتغالي سبيريتان خوسيه ماريا دي سوزا (1963-1974).

### الوضع الحالي

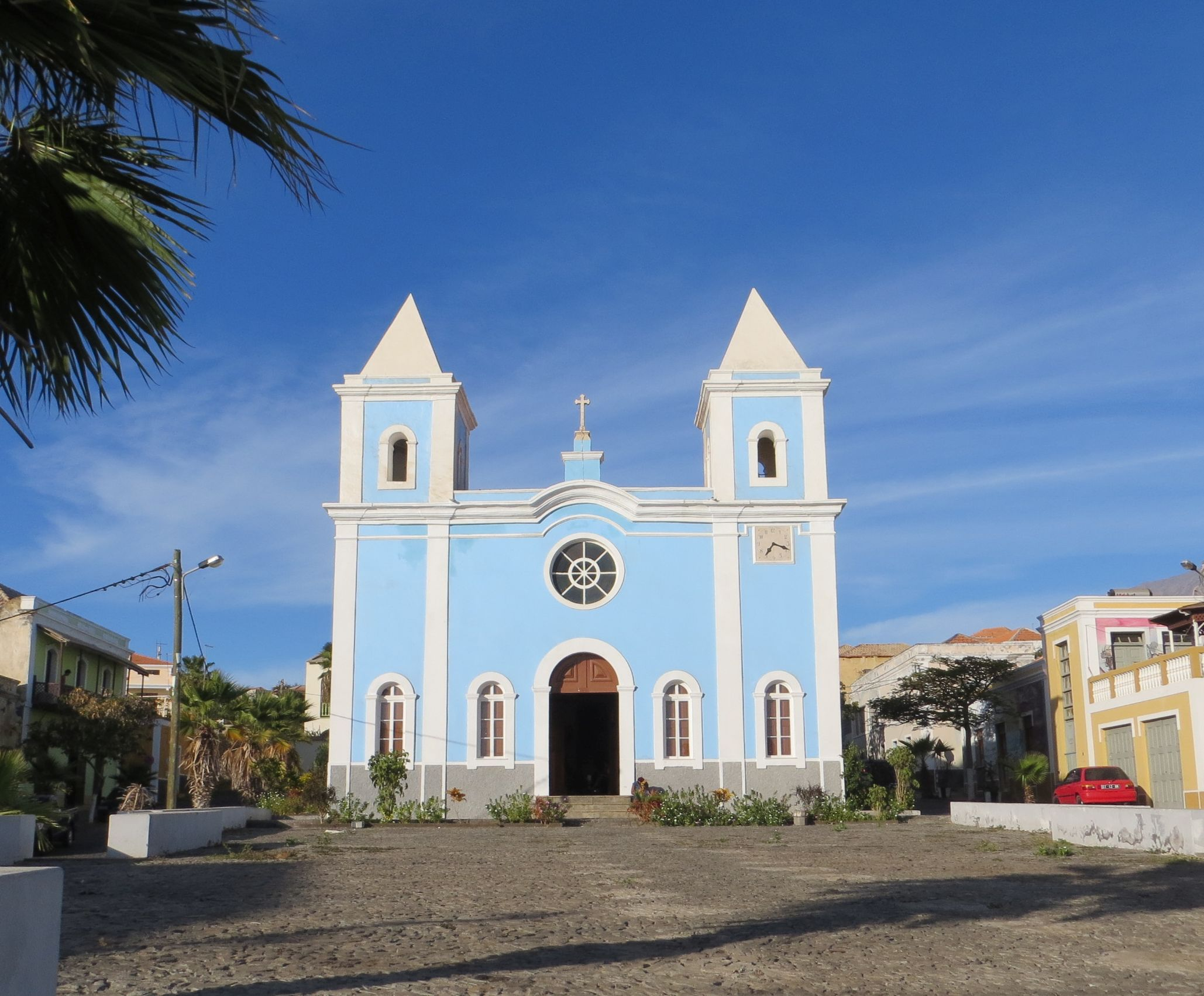
كنيسة سيدة الحبل بلاد دنس في ساو فيليب.

مع استقلال البلاد عام 1975 عُيّن أول أسقف محلي للرأس الأخضر، باولينو إيفورا من جماعة الروح القدس. رأس أرليندو جوميز فورتادو، وهو مواطن آخر من الرأس الأخضر، في عام 2003 كرسي الأبرشية الثانية في البلاد، والتي تم إنشاؤها مؤخراً في منديلو. بعد رحيل باولينو إيفورا عام 2009، بدأ أرليندو جوميز فورتادو في قيادة أبرشية برايا. حاليًا، معظم الكهنة في الرأس الأخضر هم الذين دُربوا مدرسة ساو خوسيه الدينية. في عام 1990 زار البابا يوحنا بولس الثاني البلاد خلال زيارته الحبريَّة لبوركينا فاسو تشاد ومالي وغينيا بيساو.
في عام 2011 تم التوقيع على اتفاق بين حكومة الرأس الأخضر والكرسي الرسولي والذي يُعطي للكنيسة الكاثوليكية في البلد امتيازات قانونية، ويسمح بالمدارس الكاثوليكية، ودور الكنيسة في إضفاء الطابع الرسمي على الزيجات. في 14 فبراير من عام 2015، عين البابا فرنسيس الأسقف أرليندو غوميس كأول كاردينال من الرأس الأخضر. في عام 2018، احتفلت الكنيسة الكاثوليكية في الرأس الأخضر بمرور 485 عامًا على وجودها في البلاد.
على الرغم من أنه لا توجد علاقة بين الاختلافات الدينية والانتماءات الإثنية أو السياسية؛ فإن التسلسل الهرمي الكاثوليكي متعاطف مع حزب الحركة من أجل الديمقراطية، والذي حكم البلاد من عام 1991 إلى عام 2001. في حين كان العديد من الكاثوليك معاديين تجاه الحزب الأفريقي لإستقلال الرأس الأخضر، والذي أصبح الحزب الحاكم في عام 2001، أصبح البعض من أنصار الحزب الأفريقي لإستقلال الرأس الأخضر بسبب الصراع داخل حزب الحركة من أجل الديمقراطية وعدم الرضا عن أداء الأخير. تعمل الجموعات التبشيريَّة الأجنبية بحريَّة في البلاد. وينص الدستور على حرية الدين، وتحترم الحكومة عموماً هذا الحق عملياً، ولم تتلق الحكومة الأمريكية أية تقارير عن انتهاكات اجتماعية أو تمييز على أساس المعتقد أو الممارسة الدينية.

## الطوائف المسيحية

### الكاثوليكية

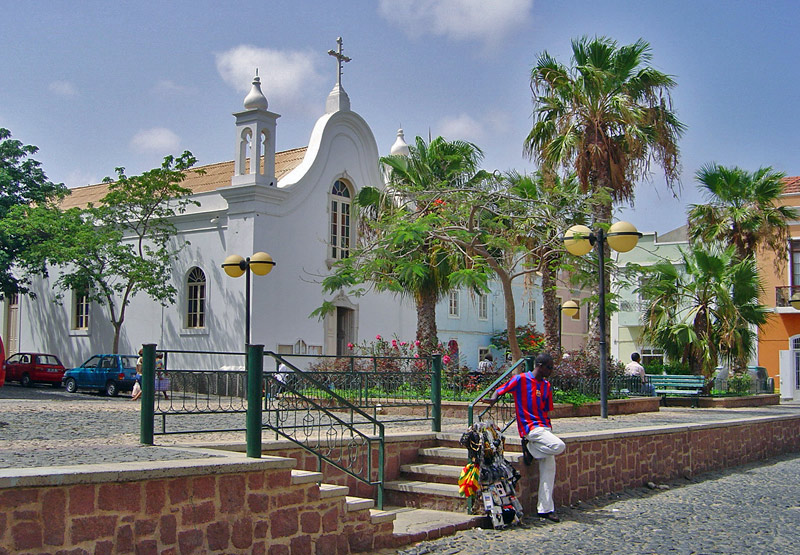
كاتدرائية نوسا سينهورا دا لوز في منديلو.

الكنيسة الكاثوليكية الأخضرية هي جزء من الكنيسة الكاثوليكية العالمية في ظل القيادة الروحية للبابا في روما، وفقاً لتقديرات مركز بيو للأبحاث حوالي 78.7% من السكان من أتباع الكنيسة الرومانية الكاثوليكية. وتأسست الكنيسة الكاثوليكية في الجزيرة من قبل التجار البرتغاليين في عام 1533. وتضم الرأس الأخضر على واحدة من أعلى نسب الكاثوليك في أفريقيا، وهو نتيجة للإرث الإستعماري البرتغالي.
أقيمت العلاقات الدبلوماسية بين الفاتيكان والرأس الأخضر في عام 1976. وتم فصل أبرشية منديلو عن أبرشية سانتياغو الأم في عام 2003، وتغطي الأبرشيتين جميع الرعايا الكاثوليكية في الجزيرة. وفي عام 2011 تم التوقيع على اتفاق بين حكومة الرأس الأخضر والكرسي الرسولي والذي يعطي للكنيسة الكاثوليكية في البلد امتيازات قانونية، ويسمح بالمدارس الكاثوليكية، ودور الكنيسة في إضفاء الطابع الرسمي على الزيجات. في 14 فبراير من عام 2015، عين البابا فرنسيس الأسقف أرليندو غوميس كأول كاردينال من الرأس الأخضر.

### البروتستانتية
وفقاً لتقديرات مركز بيو للأبحاث عام 2010 حوالي 7.2% من السكان من أتباع الطوائف البروتستانتية وحوالي 2.5% من أتباع الطوائف المسيحية الأخرى. أكبر طائفة بروتستانتية في البلاد هي كنيسة الناصري، هناك تواجد لمجموعات مسيحية أخرى وتشمل كنيسة السبتيين الأدفنتست، وكنيسة يسوع المسيح لقديسي الأيام الأخيرة (المورمون)، وجمعيات الله، ومختلف الجماعات الخمسينيَّة والجماعات الإنجيلية.